# SKE48 観覧車へようこそ!!
『SKE48 観覧車へようこそ!!』（エスケーイーフォーティーエイト かんらんしゃへようこそ!!）は、かつてCBCラジオで放送されていたラジオ番組である。後継番組は『SKE48 なるべくしゃべりたい』。

## 出演者

### パーソナリティ
SKE48の中から基本1回につき3人が出演。番組タイトルは活動拠点・サンシャイン栄に観覧車があることにちなむ。また場を仕切るメインメンバーも「ゴンドラマスター」と呼ばれる。残りの2人は「ゲストメンバー」。

### その他の出演者
- 永岡歩（CBCアナウンサー）[注 1]
- 酒井直斗（CBCラジオパーソナリティー）[注 1]
- 山内彩加（CBCアナウンサー）[注 2]
- 工作太朗（CBCラジオパーソナリティー）[注 2]

## 放送時間
- 毎週月曜日 20時30分 - 21時00分[注 3]

## コーナー

### 番組内のコーナー
ゴンドラ プライベートトーク
毎週出されるテーマに合わせて、自分自身のエピソードを話していくコーナー。サンシャイン栄のゴンドラでメンバー二人きりで話すというシチュエーション設定。
SAKAE上空いらっしゃい!→SAKAEスイーツバトル→お持ち帰りグルメバトル
名古屋市中区（栄）のお店などを紹介するコーナーで、メンバーのおすすめや、リスナーからの情報をもとに、おいしいスイーツの店や変わったリラクゼーションの店などを紹介する。
今週のやっちまったさん
ゲストメンバーを含めた中で、放送中一番「やっちまった」（しくじりをやった）人が、エンディングでリスナーからの指令に何でも応えるコーナー。第1回〜第13回の放送までは、前述に示した通りに行っていたが、桑原みずきがゴンドラマスターを務めた第14回の放送において、ルールが変更され、SAKAE上空いらっしゃい!で紹介されたスイーツを賭けたゲームで負けた人が「今週のやっちまったさん」指定を受けることになった。

### 不定期のコーナー
SUNSHINE SAKAE NEWS
サンシャイン栄の耳寄りな情報を伝えるコーナー。現在は店舗内のセール開催以外は放送されていない。
ミレニアム天使・江籠裕奈の天使のささやき!
2000年生まれSKE48ほぼ最年少の江籠裕奈（ファンからは「天使」と呼ばれている）が、1990年代生まれの人生の先輩メンバーのお悩みを天使がささやく様に解決するコーナー。
SKE48 この子 だーれだ！
公開録音のときのみに行われるコーナー。司会とゴンドラマスターがゲストメンバーのことについて紹介していくコーナー。

### 過去のコーナー
みずきの明日使える土佐弁
高知県出身の桑原みずきが、明日、学校や会社、家庭などで使える土佐弁をレクチャーするコーナー。まず、桑原が、紹介した単語を使った例文を話し、解説を加えた後、その例文を全員で復唱する。
高田の正しい使い方
高田志織が、自身のキャッチフレーズである「たかだ たかだ たかだ」をいろんなパターンで披露するコーナー。
メアリーの勝手にお悩み相談
特にメアリー（平田璃香子）宛てに来たわけでもないリスナーからのお悩みメッセージに、メアリー流のお悩み解決法で勝手に答えるコーナー。
ゴルフパーティーへようこそ!!
研究生の鬼頭桃菜・井口栞里・藤本美月の3名が「ゴルフ研究生」としてゴルフレッスンを行う企画。また、第174〜175回放送において公開録音でゴルフ対決を行い「SKE48ゴルフ・クィーン」を決めた。勝者特典は番組30分独り占め。
ダジャレンヌ松井のパリの街角ダジャレ
日本に帰国したパリ帰りの、玲奈・ダジャレンヌ松井（松井玲奈）が、流行の発信地であるパリの街角で聞いたエスプリに富むダジャレを披露するコーナー。玲奈・ダジャレンヌ松井は、ダジャレを披露する前に「シャンゼリゼ通りの街角を想像しながらこのダジャレ、聞いてください。」と言う。
ドラゴン中西のそれは絶対言わないぜ
巷で人気の男子系女子である中西優香が、ゲストメンバーに考えてもらった普段言わないような言葉を言うコーナー。
ドラゴン中西のそれは絶対言いたい中国語
中国に行ったドラゴン中西が、中国語で言ってみたいことを叫ぶコーナー。しかし、2回目はどっきりに引っかかり、強制的に「ドラゴン中西のそれは絶対言わないぜ」が実行された。
SKE48チームEの梅本まどかのあなたがナンバー1!
梅本まどかが何でも応援しちゃうコーナー。
進撃のアズマリオン!
東李苑が地元・北海道の素晴らしさを伝えるコーナー。CBCラジオ『AKB48 今夜は帰らない…』内のコーナー「進撃の岩田」のパロディ。
まいまいのオ･ト･ナな一言!
リスナーから募集した普通に言うと全然大人っぽくない言葉を、竹内舞がオトナっぽく言うコーナー。
真那の知らずにやってみよう
大矢真那が、アニメやマンガの名ぜりふを、想像で物まねをするチャレンジ精神旺盛なコーナー。
KIN-3 グルメバトル
公開録音のときのみに行われるコーナー。サンシャイン栄の6階フロア（KIN-3 FRONT DINING）にある店舗の料理を賭けて、ゲストメンバー同士が対決する。
夢をかなえるゴンドラ
SKE48メンバーに答えて欲しい質問、ラジオでやって欲しい事などを募集。リスナーの夢をかなえる。メンバー独自の持ち込み企画をおこなうこともある。